# Crambidia casta
Crambidia casta là một loài bướm đêm thuộc phân họ Arctiinae, họ Erebidae.